# Kristian Bezuidenhout
Kristian Bezuidenhout (né en 1979 en Afrique du Sud) est un fortepianiste, claveciniste et pianiste australien d'origine sud-africaine.
Kristian Bezuidenhout est un spécialiste de la pratique d'exécution historique, et particulièrement pour les instruments à clavier historiques, mais pratique également le piano à queue de concert. « En tant qu'artiste croisé entre composition et improvisation, il donne à ses interprétations des œuvres classiques une vivacité rarement entendue dans la musique ancienne ». Kristian Bezuidenhout acquiert une renommée internationale en 2001, à seulement 21 ans, lorsqu'il remporte le premier prix et le prix du public du Concours international Musica Antiqua de Bruges.

## Formation
Kristian Bezuidenhout est né en Afrique du Sud en  1979. Il grandit avec sa sœur et son frère, dans une famille enthousiaste à la musique classique, à King William's Town, dans l'ouest de l'Afrique du Sud. Son amour pour la musique s'exprime d'abord dans une intense collection de disques classiques, jusqu'à l'année Mozart en 1991 et l'édition Philips des œuvres complètes du compositeur de Salzbourg. Pour des raisons privées en même temps que politiques, les parents quittent l'Afrique du Sud en 1988, avec leurs enfants et s'installent en Australie, ne voulant pas vivre sous le régime de l'Apartheid. Bezuidenhout prend ses premières leçons de piano dès 1988 en Australie. Il poursuit ses études musicales à la Eastman School of Music de Rochester (État de New York). D'abord auprès de Rebecca Penneys pour le piano moderne. Très tôt, cependant, il se tourne vers les instruments historiques. Il étudie le clavecin avec Arthur Haas, le piano-forte avec Malcolm Bilson et le continuo et l'interprétation de la musique ancienne avec Paul O'Dette,.

## Carrière
Bezuidenhout participe en tant que pianiste à de nombreux et prestigieux ensembles de musique ancienne et baroque comme le Freiburger Barockorchester, le Concerto Köln, le Collegium Vocale de Gand ou dans Les Arts Florissants. Il a été également l'invité d'orchestres de renommée mondiale, tels le Concertgebouw d'Amsterdam, l'Orchestre symphonique de Chicago ou le Orchestre du Gewandhaus de Leipzig. Il a joué sous la direction de chefs d'orchestre tels John Eliot Gardiner, Philippe Herreweghe, Trevor Pinnock, Frans Brüggen et Giovanni Antonini. Il accompagne des solistes et chanteurs, tels que Jean-Guihen Queyras, Isabelle Faust, Alina Ibragimova, Carolyn Sampson, Anne Sofie von Otter et Matthias Goerne. De son piano, il dirige également des ensembles comme The English Concert, Tafelmusik, Juilliard415, la Kammerakademie Potsdam ou l'Orchestre du XVIIIe siècle. En tant qu'accompagnateur du lied, Bezuidenhout a interprété des lieder avec Mark Padmore de Haydn, Mozart, Beethoven et Schumann.
Depuis 2009, Bezuidenhout enregistre pour le label Harmonia Mundi. Il a reçu, entre autres, des récompenses pour ses enregistrements de l'intégrale de la musique pour piano de Mozart, des concertos pour piano de Mendelssohn avec le Freiburger Barockorchester et les Dichterliebe de Schumann avec Mark Padmore. Le magazine Gramophone (magazine) le nomme en 2013 « Artiste de l'année ».
Depuis le début de la saison 2017/2018 Kristian Bezuidenhout est aux côtés de Gottfried von der Goltz à la direction artistique des Freiburger Barockorchester, succédant à Petra Müllejans pour trois saisons. Une longue et étroite collaboration relie Bezuidenhout avec cet orchestre,. L'expérience clée pour  Kristian Bezuidenhout avec le Freiburger Barockorchester remonte à l'enregistrement de la Messe en si mineur Bach par Thomas Hengelbrock. En 1999, il fait l'expérience en tant qu'auditeur puis en direct lors d'un concert d'Elisabeth et Andreas Scholl, à Londres, dans le Stabat Mater de Pergolesi et des cantates. L'occasion de jouer avec l'orchestre pour Bezuidenhouts se réalise pour la première fois en mai 2007, à Barcelone dans un programme constitué de concertos pour piano de Mozart, sous la direction de Gottfried von der Goltz.
Kristian Bezuidenhout est professeur invité à la Schola Cantorum Basiliensis de Bâle et à la Eastman School of Music à Rochester.

## Parcours de l'artiste
Dans une interview avec Miquel Cabruja, Kristian Bezuidenhout décrit son parcours et son développement : « Quand j'avais dix ans, ma formation a commencé, bien sûr, j'ai joué sur piano moderne. Vers quatorze ans, j'ai réalisé que Tchaïkovski ou Prokofiev ne m'intéressaient pas vraiment. Au lieu de cela, Haydn et Mozart me fascinaient. Je me trouvais face à un problème insoluble: Je voulais de la Musique de Mozart et de Haydn tout aussi excitante et sent plein d'énergie de concevoir que la première. Si l'on veut, mais de Mozart ou de Haydn interpréter, on peut sur les Instruments modernes, bien sûr, pas facile énergique à vous de jouer! Je me sentais comme dans une Camisole de force. Mais: Sur un Pianoforte est exactement cela que je me suis toujours senti à sa vraie place. On peut Passion et de l'Émotion dans la Musique de placer [...] sans qu'il y ait jamais grossier ou exagérée des sons ». La découverte du pianoforte, en particulier en référence à la musique pour piano de Mozart, fut une libération fondamentale pour Kristian Bezuidenhout. Le style de jeu de cet instrument nécessite beaucoup de soin, car seulement « si vous ouvrez les vannes d'un pianoforte [...] on oublie les restrictions ». La seule manière de jouer Mozart et celle de la « sensibilité sonore incroyablement engageante ».

## Discographie (sélection)
Piano
- Mozart: Piano. Vol. 1. (Sonates KV 533, KV 570, Fantaisie KV 475, Variations KV 455.) Harmonia Mundi, 2010[10].
- Mozart, Piano. Vol. 2. (Sonates KV 330, KV 457, Rondos KV 485 511, Adagio KV 540.) Harmonia Mundi, 2011[11]. Pianoforte Walter (Paul McNulty)
- Mozart, Piano. Vol. 3. (Sonates KV 332 et KV 333, Variations KV 613, Fantaisie KV 396.) Harmonia Mundi, 2012[12].

Musique de chambre
- Beethoven, sonates pour Violon Sonates N ° 3 et N ° 9. Avec Viktoria Mullova, violon (Onyx)[13].
- Mozart, Sonates pour violon et Piano. KV 296, KV 360, KV 379, KV 545. Avec Petra Müllejans violon (Harmonia Mundi, 2009)[14].

Lieder
- Schubert, La belle Meunière. Avec Jan Kobow (Ténor). Atma Classique, 2005[15]. Pianoforte Conrad Graf (Paul McNulty)
- Schubert, Chant Du Cygne. Avec Jan Kobow (Ténor). Atma Classique, 2007[16].
- Schumann, Dichterliebe / Liederkreis op. 24. Avec Mark Padmore (Ténor). Harmonia Mundi, 2010[17].
- Schubert, Winterreise (Harmonia Mundi)

Avec orchestre
- Mendelssohn, Concerto pour piano en la majeur ; Concerto pour violon, piano et orchestre. Avec le Freiburger Barockorchester, Gottfried von der Goltz. Harmonia Mundi, 2011. Pianoforte Erard de 1837
- Vivaldi. Daniel Hope, Kristian Bezuidenhout, Anne Sofie von Otte, Chamber Orchestra of Europe. Deutsche Grammophon